# Малый Кубок мира 1967
Международный футбольный турнир Малый Кубок мира 1967 года проходил в Венесуэле. Начиная с 1963 года он назывался Трофей Каракаса (Troféu Cidade de Caracas). В розыгрыше приняли участие три клуба. Они играли каждый с каждым по два матча. Все матчи были сыграны в Каракасе.

## Результаты
|                 | И | В | Н | П | М   | О |
| --------------- | - | - | - | - | --- | - |
| Атлетик Бильбао | 4 | 2 | 2 | 0 | 4-1 | 6 |
| Академика       | 4 | 1 | 1 | 2 | 3-3 | 3 |
| Платенсе        | 4 | 0 | 3 | 1 | 1-4 | 3 |

И — игр, В — выигрыши, Н — ничьи, П — проигрыши, М — разница мячей, О — очки
| Команда         | Флаг Испании (1945—1977) | Флаг Португалии | Флаг Аргентины (1812—1985) |
| --------------- | ------------------------ | --------------- | -------------------------- |
| Атлетик Бильбао |                          | 1:0 2:0         | 1:1 0:0                    |
| Академика       | 0:1 0:2                  |                 | 0:0 3:0                    |
| Платенсе        | 1:1 0:0                  | 0:0 0:3         |                            |